# Szabolcs (Name)
Szabolcs [ˈsɒbolʧ] ist ein ungarischer männlicher Vorname. Während sich aus der Lautstruktur und durch den Vergleich mit anderen ungarischen Namen und deren Etymologie ermitteln lässt, dass der Name turkischen Ursprungs ist, ist seine Bedeutung (und Etymologie) nicht bekannt. Den Namen trug der Überlieferung der Gesta Hungarorum nach ein ungarischer Stammesfürst (um 900, lateinisch: Zobols(u)), der auch den Namen dem Komitat Szabolcs sowie der Ortschaft gleichen Namens gegeben haben soll.
Der Name gelangte im 19. Jahrhundert zur Zeit der nationalen Romantik wieder zu Popularität (ähnlich wie germanische Namen (etwa Siegfried, Gudrun etc.) im deutschen Sprachraum), seitdem ist er in Ungarn wieder recht beliebt und verbreitet.

## Kurzformen
In Ungarn sind abgekürzte, informelle Namensformen im familiären Gebrauch sehr gebräuchlich. Solche Kurzformen für Szabolcs sind etwa:
Szabi, Szabcsi, Szabika, Szab, Szabka, Bolcsi

## Namensträger
- Szabolcs Huszti (* 1983), ungarischer Fußballnationalspieler
- Balázs-Szabolcs Péter (* 1996), rumänischer Eishockeyspieler
- Szabolcs Sáfár (* 1974), österreichisch-ungarischer Fußballspieler
- Szabolcs Szegletes (* 1978), ungarischer Fußballspieler und -trainer
- Szabolcs de Vajay (1921–2010), ungarischer Heraldiker und Genealoge
- Szabolcs Zempléni (* 1981), ungarischer Hornist

## Ortschaften und Verwaltungseinheiten
- Komitat Szabolcs, Verwaltungseinheit im nordöstlichen Zentrum des Königreichs Ungarn
- Komitat Szabolcs-Szatmár-Bereg, Verwaltungseinheit in Nordostungarn
- Szabolcs, ungarische Gemeinde im Komitat Szabolcs-Szatmár-Bereg
- Pusztaszabolcs, ungarische Stadt im Komitat Fejér